# Эсватини
Эсвати́ни (свати weSwatini, англ. Eswatini /ˌɛswɑːˈtiːni/), официальное название — Короле́вство Эсвати́ни (свати Umbuso weSwatini, англ. Kingdom of Eswatini), до 2018 года — Короле́вство Свазиле́нд (англ. Kingdom of Swaziland) — государство в Южной Африке. На юге, юго-востоке, западе и севере граничит с ЮАР (длина границы — 438 км), на востоке — с Мозамбиком (108 км). Общая протяжённость границы — 535 км. Общая площадь страны — 17 364 км² (из них суши — 17 204 км²).
Страна лежит на плато Велд, которое уступами снижается с запада на восток. Самая высокая точка — гора Эмлембе (1862 м). В Эсватини есть несколько пологих равнин. Главные реки — Мапуту (Грейт-Усуту), Комати, Умбелузи. Основные природные ресурсы — уголь, древесина, гидроэнергетический потенциал, леса, есть небольшие месторождения золота, алмазов. Около 11 % территории занимают пахотные земли, луга и пастбища — 62 %.
Столица — Мбабане. Государственные языки — свати и английский. По типу правления — дуалистическая монархия.

## Символика

### Флаг
На государственном флаге расположены три горизонтальные полосы: верхняя и нижняя — синего цвета, средняя, в три раза более широкая — красного; красная полоса сверху и снизу имеет оранжевую кайму; в центре красной полосы горизонтально расположены большой чёрно-белый щит, два копья и посох, украшенные кисточками из перьев.

### Герб
В центре герба находится щит, поддерживаемый львом, символизирующим короля, и слоном, символизирующим королеву-мать. Над щитом располагается головной убор, который король носит во время праздника Инквала. Внизу располагается лента с национальным девизом.

## Физико-географические данные

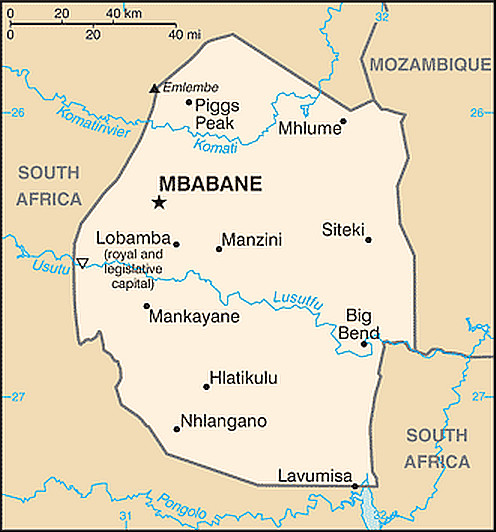
Карта Эсватини

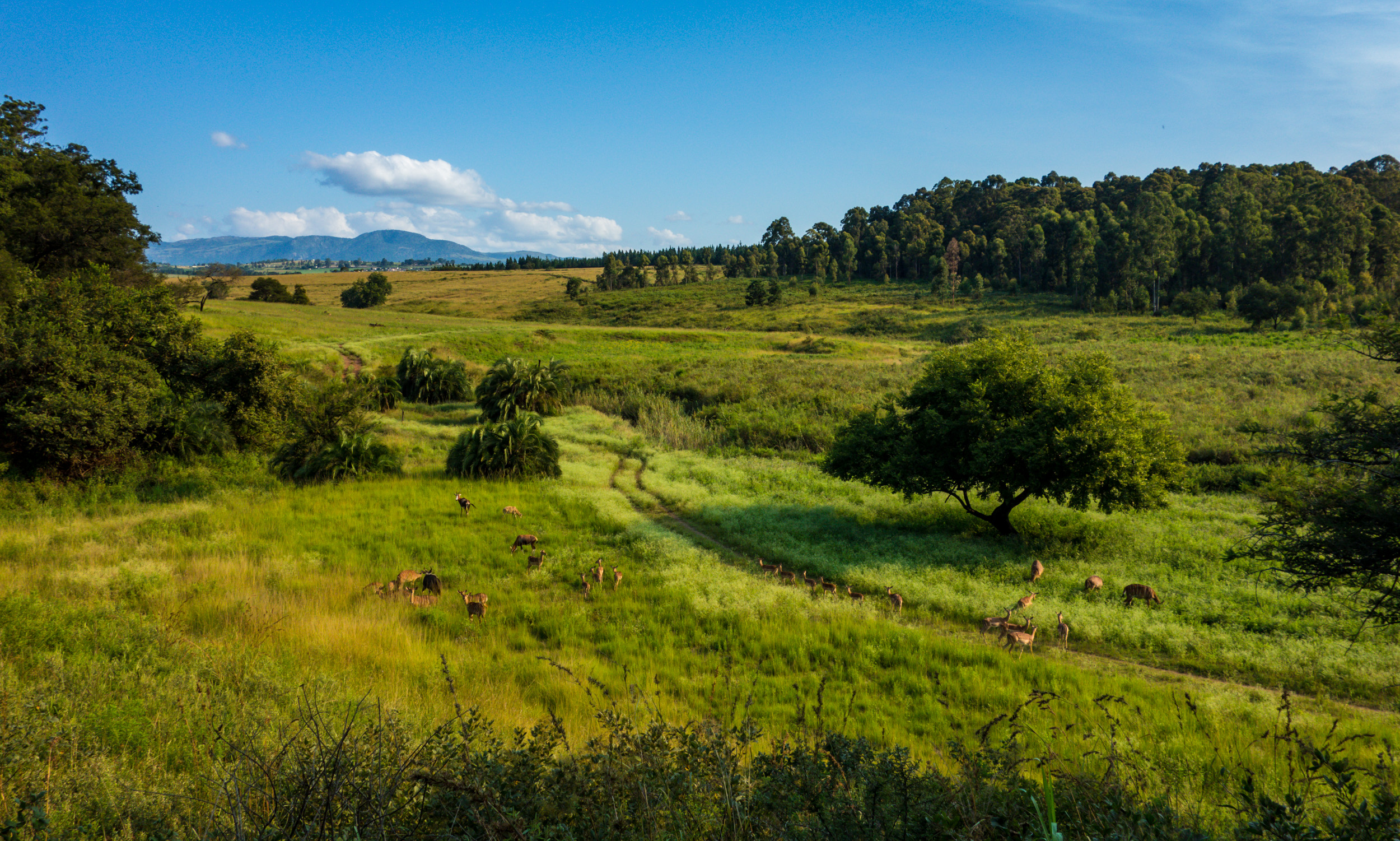
Природа Эсватини

В Эсватини представлено большое разнообразие природных ландшафтов, от горных территорий вдоль границы с Мозамбиком до саванн на востоке и влажных лесов на северо-западе. По территории страны протекают несколько рек, в том числе и её крупнейшая река — Лусутфу.
Официальная столица страны — Мбабане (94 874 человека в 2010 г.); историческая столица и местопребывание королевы-матери и парламента — Лобамба. Крупнейший город и экономическая «столица» — Манзини (78 000 человек в 2008 г.).

### Климат
Трёхступенчатому рельефу страны соответствуют три основные климатические зоны. Умеренно тёплый климат горного типа сменяется ниже субтропическим и, наконец, тропическим в Нижнем Велде. Осадков больше выпадает летом в умеренной зоне. Средняя температура июля +12 °С, февраля — +23 °С. Осадков от 500—700 мм в год на востоке до 1200—1400 мм на западе.

### Растительный мир
Растительность Эсватини представлена типичной саванной на западе, заросли ксерофитных кустарников распространены на востоке. Флора отличается богатством: известно около 2400 видов — от лишайников и папоротников до магнолий и фикусов. Одних алоэ — 25 видов, 12 видов орхидей, 10 — лилий.

### Животный мир
Из крупных млекопитающих встречаются «синие» буйволы, винторогие антилопы, зебры, бегемоты. В реках водятся крокодилы.

## История
Предки народа свази пришли на юг Африки в средние века, из центральной части континента. Сначала они обосновались на побережье Индийского океана, однако в XVIII веке, когда к власти пришла династия верховных вождей (позже — королей) Дламини, свази были оттеснены другими племенами на север — на территорию нынешнего Эсватини. В начале XIX века свази вели кровопролитные войны против зулусов и других соседних племён, совершавших набеги на земли свази.
В 1836 году вождь свази Собуза (ныне называемый королём) одержал решающую победу над зулусами, ввёл централизованную систему своей власти, подчинив других вождей, и фактически создал государство свази.
Следующий вождь свази Мсвати I в конце 1830-х годов присоединил новые земли на севере страны и создал государство, территория которого более чем вдвое превышала площадь современного Эсватини.
С середины XIX века в Свазиленд пришли буры. Они скупали у вождей свази крупные земельные участки. 21 февраля 1895 года Свазиленд был объявлен протекторатом Трансвааля, после второй англо-бурской войны перешедшим под протекторат (фактически в колониальное управление) Великобритании. 15 апреля 1926 года его статус был приближен к статусу коронной колонии.
В 1964 году в Свазиленде состоялись первые выборы местного парламента. Большинство депутатских мест получила партия, созданная тогдашним королём Собхузой II и носившая название «Национальное движение Имбокодво». 25 апреля 1967 года протекторату была предоставлена автономия, а 6 сентября 1968 года он получил полную независимость.
На парламентских выборах 16—17 мая 1972 года 78 % голосов и 15 из 30 мест получило монархическое Национальное движение Имбодокво, около 20 % голосов (и три места в парламенте) получила левая партия Конгресс национального освобождения Нгване Амброза Зване, и в результате король отменил действие конституции, распустил парламент и объявил вне закона деятельность всех политических партий, профсоюзов и общественных организаций.
В апреле 2011 года в стране прошли многотысячные митинги оппозиции с требованиями отречения короля Мсвати III. Оппозиция обвиняла монарха в разграблении государственной казны ради обеспечения роскошной жизни для себя и своих пятнадцати жён. 12 апреля полиция, применив специальные средства, разогнала митинг в столице Свазиленда и арестовала его организаторов.
19 апреля 2018 года король Мсвати III объявил, что Королевство Свазиленд переименовано в Королевство Эсватини, что отражает существующее название государства на языке свази, в ознаменование 50-летия независимости свази. Название Эсватини означает «земля свази» на языке свази; одной из причин переименования было желание предотвратить путаницу с похоже звучащим на английском языке названием Швейцарии (англ. Switzerland).
В июне—июле 2021 года по стране прокатилась серия протестов, участники которых требовали превращения абсолютной монархии в конституционную на фоне крайне высокого неравенства.

## Политическое устройство
Глава государства — король, с 1986 года — Мсвати III.

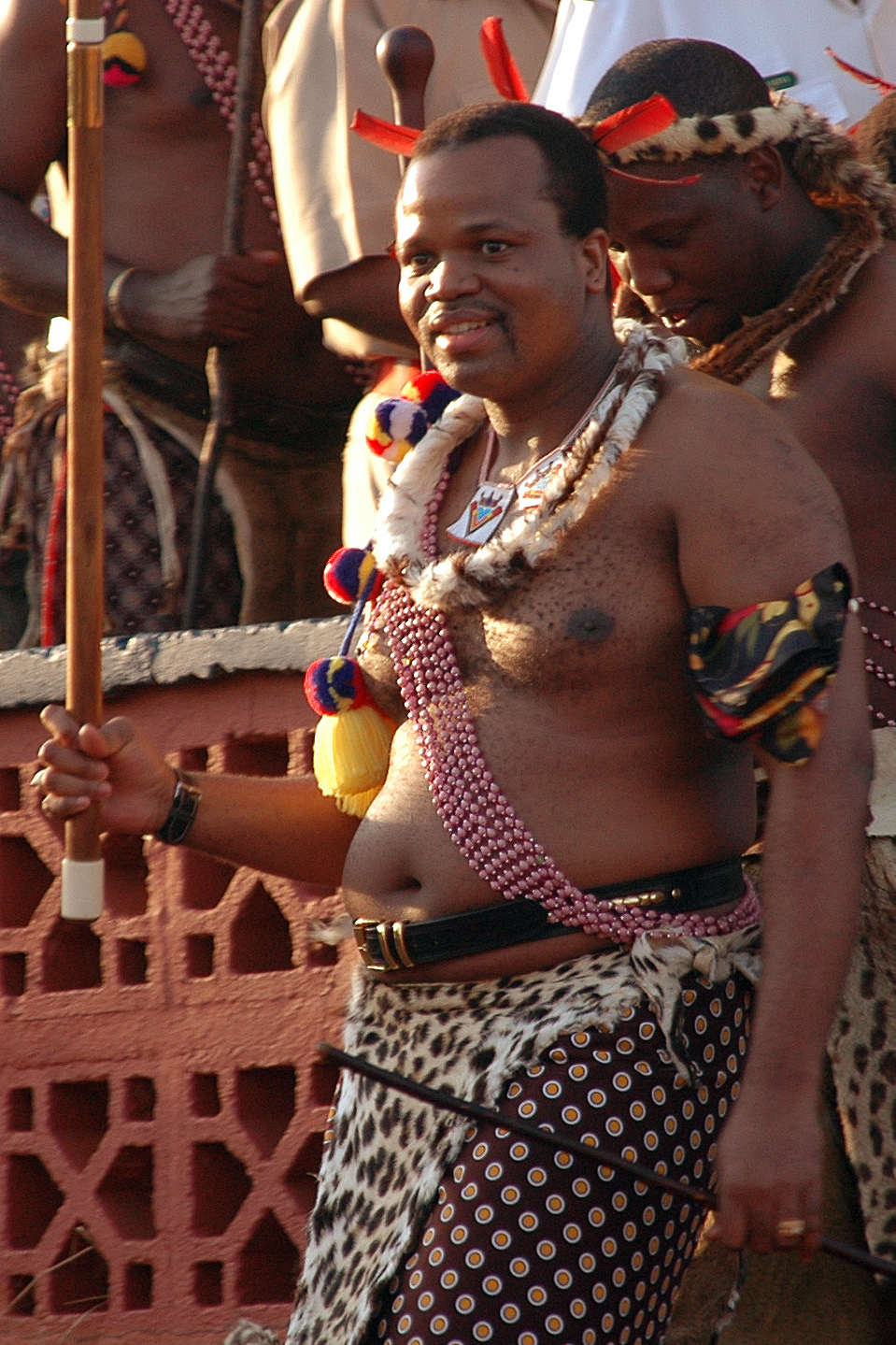
Король Мсвати III (2006)

В руках короля сосредоточена исполнительная власть. Он обладает правом назначать премьер-министра и своих представителей в каждой из палат парламента (Libandla).
Король, как и практически все премьер-министры Эсватини, относится к династии Дламини.
Высшим законодательным органом страны является двухпалатный парламент, состоящий из Национального собрания (65 мест) и Сената (30 мест). Срок деятельности парламента — 5 лет.
Выборы в Национальное собрание — двухступенчатые (во втором туре 55 депутатов избираются выборщиками и 10 назначаются королём). 10 сенаторов назначаются Национальным собранием, 20 — королём.
Парламент не обладает настоящей законодательной властью и фактически является консультативным органом при короле. Кандидатуры претендентов выдвигаются местными советами, выборы всегда проходят в два тура — во второй тур выходят три кандидата, получившие наибольшее число голосов в первом. Не менее 30 % мест в палате собрания должны занимать женщины.
Первые выборы в местное законодательное собрание (Свазиленд был тогда ещё британским протекторатом) состоялись в 1964 году.
В 1968 году была провозглашена независимость страны.
В 1977 году уничтожена парламентская система, запрещены политические партии.
В 1979 году были восстановлены непрямые выборы в парламент.
В 1994 году были разрешены частично прямые выборы в парламент.
Председатель Сената (2017) — принцесса Гелане Свами.
Председатель Национального собрания (2017) — принц Гудуза Дламини.
Деятельность политических партий по-прежнему (2024) запрещена. Оппозиционные партии, преимущественно придерживающиеся продемократических левых позиций — Народное объединённое демократическое движение PUDEMO, Демократическая партия Свазиленда SWADEPA, Конгресс национального освобождения Нгване NNLC, Коммунистическая партия Свазиленда — действуют в подполье.
Основной профцентр — Конгресс профсоюзов Эсватини (TUCOSWA).

## Внешняя политика
Эсватини является членом Содружества наций, Организации Объединённых Наций (ООН), Африканского союза, Общего рынка Восточной и Южной Африки и Сообщества развития Юга Африки. Эсватини является одним из государств-основателей Южноафриканского таможенного союза, старейшего существующего в мире таможенного союза, созданного в 1910 году.

## Вооружённые силы
Вооружённые силы страны состоят из Сил обороны Эсватини и Королевской полиции Эсватини (англ. Royal Swaziland Police). Армия Эсватини никогда не участвовала во внешних конфликтах и занимается в основном поддержанием порядка внутри страны и охраной границ. Верховным главнокомандующим является король Эсватини. Фактически повседневное руководство армией осуществляет правительство Эсватини. Совет обороны является совещательным органом, консультирующим короля по вопросам, связанным с армией.

## Административно-территориальное деление

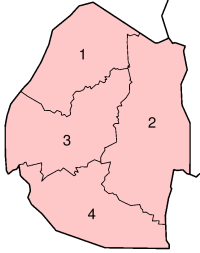
Округа Эсватини

Эсватини разделён на 4 округа:
| № | Округ (русское название) | Округ (английское название) | Округ (название на свати) | Адм. центр | Население, чел. (2010) | Площадь, км² | Плотность, чел./км² |
| - | ------------------------ | --------------------------- | ------------------------- | ---------- | ---------------------- | ------------ | ------------------- |
| 1 | Хохо                     | Hhohho District             | siGodzi wa Hhohho         | Мбабане    | 267 397                | 3569         | 74,92               |
| 2 | Лубомбо                  | Lubombo District            | siGodzi wa Lubombo        | Ситеки     | 194 217                | 5945         | 32,67               |
| 3 | Манзини                  | Manzini District            | siGodzi wa Manzini        | Манзини    | 298 378                | 4070         | 73,31               |
| 4 | Шиселвени                | Shiselweni District         | siGodzi wa Shiselweni     | Нхлангано  | 201 346                | 3779         | 53,28               |
|   | Всего                    |                             |                           |            | 961 338                | 17 363       | 55,28               |

## Население

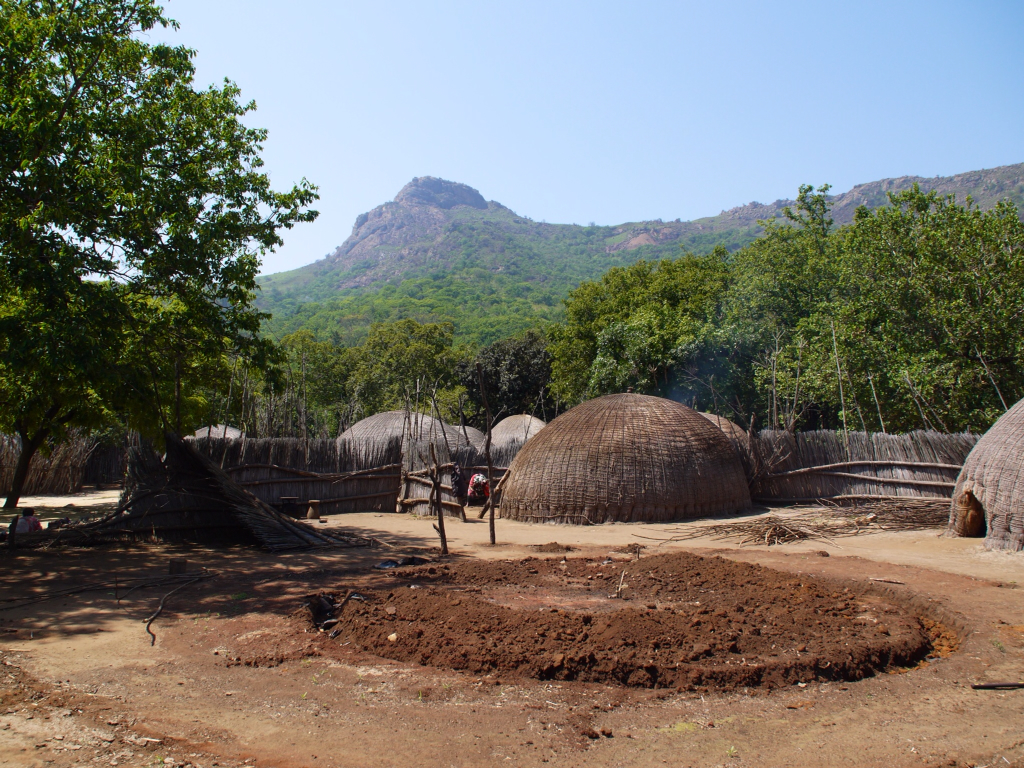
Традиционные для южноафриканских народов банту «хижины-ульи»

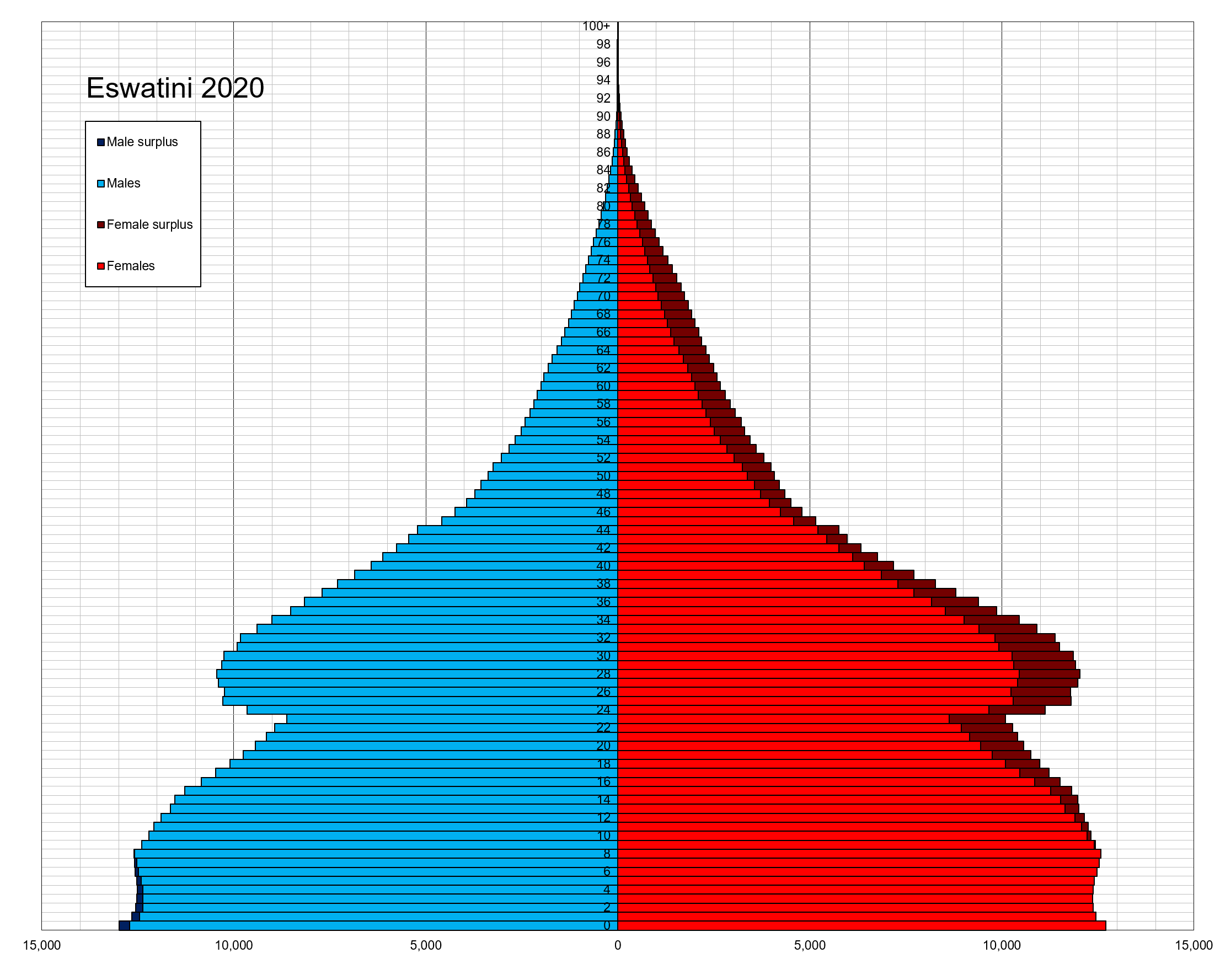
Возрастно-половая пирамида населения Эсватини на 2020 год

Распространённость ВИЧ среди взрослого населения по странам на 2011 год
15—50 %
5—15 %
1—5 %
0,5—1,0 %
0,1—0,5 %
<0,1 %
нет данных

Динамика численности населения

В июле 2010 года численность населения Эсватини оценивалась в 1,35 млн чел., но эта оценка может быть неточной из-за высокого уровня заражённости вирусом иммунодефицита (ВИЧ) — 26,1 % взрослого населения по оценке ООН 2007 года (самый высокий уровень среди стран мира).
По данным на 2020 год население оценивается в 1,1 млн человек.
Годовой прирост населения — 0,77 %.
Рождаемость — 24,5 на 1000 (уровень фертильности — 2,52 рождений на женщину; младенческая смертность — 42,8 на 1000).
Смертность — 10,1 на 1000.
Средняя продолжительность жизни на 2020 год — 58,6 лет.
Основную часть населения составляют свази, а также небольшое число зулусов, европейцев и иммигрантов из Мозамбика.
Официальные языки — английский и свази.
Городское население — 24,2 %.
Грамотность населения — 88,4 % (оценка 2015 г.).
Возрастные категории:
- 0-14 лет — 33,63 % (мужчины 185 640; женщины 185 808)
- 15-64 года — 62,53 % (мужчины 321 094; женщины 369 601)
- 65 лет и старше — 3,83 % (мужчины 15 833; женщины 26 503)

Основная религия в Эсватини — христианство (90 % населения), в котором составляют большинство различные протестантские и местные африканские церкви, включая африканских сионистов, также имеется значительное количество католиков.
Другие религии включают в себя ислам (2 %), бахаизм (0,5 %), индуизм (0,15 %) и традиционные верования, такие как анимализм, фетишизм, культ предков, сил природы и др.
В 1944 году в Свазиленде была учреждена Реформатская церковь Свазиленда.
По состоянию на май 2010 года Эсватини является страной с самым высоким процентом людей, инфицированных вирусом иммунодефицита человека (ВИЧ). Каждый четвёртый взрослый житель страны является носителем вируса.

## Экономика
ВВП на душу населения на 2021 год, номинал — 3,7 тыс. долл. (115-е место в мире, 8-е место в Чёрной Африке). Ниже уровня бедности — 69 % населения (в 2006 году). Уровень безработицы — 40 % (в 2006 г.).
75 % рабочей силы страны занято в сельском хозяйстве (8 % ВВП). Выращивают сахарный тростник, хлопок, кукурузу, табак, рис, цитрусовые, ананасы, сорго, арахис, а также занимаются скотоводством (коровы, козы, овцы).
В промышленном секторе экономики (45 % ВВП) — производство сахара из тростника, добыча угля, производство лесоматериалов, изготовление концентратов фруктовых соков, текстильное производство.
Дефицит бюджета — 16 % ВВП. Отрицательное сальдо торгового баланса возросло с 153 млн долл. США (2008 г.) до 194 млн долл. Уровень инфляции — 7,8 %. Безработица — 40,6 %. Валютные резервы страны оцениваются в 920 млн долл. (январь 2010). Объём внешней задолженности — 367 млн долл. США.
Экспорт — 1,83 млрд долл. (в 2017 году) — концентраты соков, сахар, древесина, хлопок, цитрусовые, консервированные фрукты.
Главный внешнеторговый партнёр — ЮАР (94 % экспорта и более 80 % импорта страны).
Импорт — 1,451 млрд долл. (в 2017 году) — промышленные товары, транспортные средства, продовольствие, нефтепродукты.
Основной поставщик — ЮАР (81,6 %); Китай (5,2 %).
Входит в международную организацию стран АКТ.
Основной сектор экономики — сельское хозяйство (около 8 %), в котором занята большая часть трудоспособного населения. Главные сельскохозяйственные культуры — сахарный тростник, кукуруза, хлопчатник, табак, рис, цитрусовые, ананасы. Кроме производства по переработке сельскохозяйственной продукции развиты горнодобывающая промышленность (уголь и асбест), производство целлюлозы. ВВП в 1994 г. составил 3,3 млрд $ (ВВП на душу населения — 3490 $). Денежная единица — лилангени (1 лилангени (Е) равен 100 центам). Главные торговые партнеры: ЮАР, Япония, Бельгия, Великобритания, Канада.
Общая протяжённость железных дорог — 301 км, автодорог — 3769 км. Национальный авиаперевозчик — Eswatini Airlink (прекратил деятельность 1 июня 2022 года).
Регистр судоходства
Страна не имеет выхода к морю, однако в октябре 2023 года здесь была открыта регистрация морских судов.

## Культура

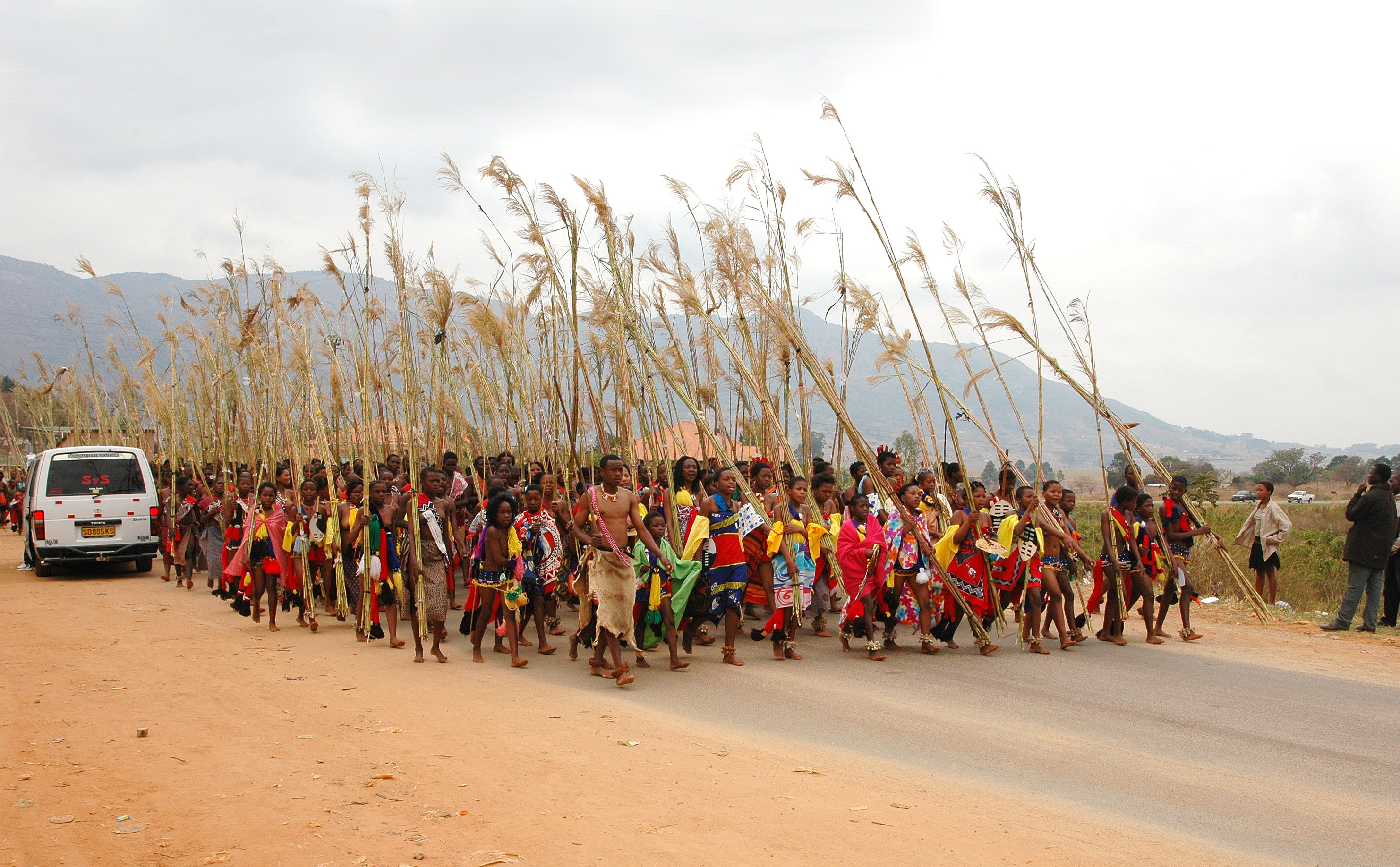
Церемония Умхланга, где десятки тысяч эсватинийских девственниц танцуют перед королём. Мбабане, 2006 год.

Туристической достопримечательностью является традиционный Танец тростника (Умхланга) — ежегодный массовый праздник в Эсватини.

## СМИ
Государственная телекомпания Swazi TV (Swaziland Television Broadcasting Authority — «Свазилендское телевизионное вещательное управление»), до 1983 года — STBC (Swaziland Television Broadcasting Corporation — «Свазилендская телевизионная вещательная корпорация»), включает в себя одноимённый телеканал, государственная радиокомпания — Radio Swaziland, включает в себя одноимённую радиостанцию.